# Casa Saraceni
La Casa Saraceni è uno storico edificio di Bologna datante del XVI secolo.

## Storia
La costruzione del palazzo fu intrapresa nei primi anni del Cinquecento, probabilmente da Antonio Saraceni, nobile bolognese e saltuariamente membro del Senato cittadino dal 1468 al 1502, sulle fondamenta di una casa preesistente appartenuta alla famiglia Clarissimi dal XIII secolo. Una lapide, posta al vicolo san Damiano, ne ricorda la storia. Acquistata nel 1930 dal Credito Fondiario della Cassa di Risparmio in Bologna, fu internamente restaurata e arredata nell’adeguamento al gusto neorinascimentale.
In epoche più recenti, il palazzo è divenuto sede della Fondazione Carisbo, che ne ha promosso un ampio e articolato progetto di restauro.
Oggi è aperto al pubblico in occasione di mostre d'arte ed eventi culturali ospitati al piano terra.